# Diecezja Katsiny
Diecezja Katsiny (łac. Diœcesis Katsinensis) – diecezja rzymskokatolicka w Nigerii stanowiąca sufraganię metropolii Kaduna.

## Historia
Diecezja została utworzona 16 października 2023 z części terytorium diecezji Sokoto.

## Główne świątynie
- Katedra: Katedra św. Marcina de Porres w Katsinie

## Biskupi diecezjalni
- Gerald Musa od 2023